# Ludon-Médoc
Ludon-Médoc är en kommun i departementet Gironde i regionen Nouvelle-Aquitaine i sydvästra Frankrike. Kommunen ligger i kantonen Blanquefort som tillhör arrondissementet Bordeaux. År 2022 hade Ludon-Médoc 5 466 invånare.

## Befolkningsutveckling
Antalet invånare i kommunen Ludon-Médoc
Referens:INSEE